# Abraham Lincoln’s Clemency
«Abraham Lincoln's Clemency» — американский короткометражный фильм Теодора Уортона.

## Сюжет
Фильм рассказывает о молодом солдате Уильяме Скотте, которого арестовывают за невыполнение обязательств и приговаривают к смертной казни. Авраам Линкольн, президент Соединённых Штатов, читает письмо миссис Скотт, в котором она просит сохранить жизнь своего сына. Сможет ли он простить Уильяма?

## В ролях
| Актёр           | Роль |
| --------------- | ---- |
| Леопольд Уортон |      |